# 利昂達 (印地安納州)
利昂達（英語：Leonda）是位於美國印地安納州邁阿密縣的一個鬼鎮。由於此地已於1860年被荒廢，本地已無人居住。

## 地理
利昂達的座標為40°40′35″N 86°06′12″W / 40.67639°N 86.10333°W，而該地的平均海拔高度為241米（即791英尺）。